# 埃爾姆代爾 (堪薩斯州)
埃爾姆代爾（英語：Elmdale）是一個位於美國堪薩斯州蔡斯縣的城市。

## 地方資料
根據2020年美國人口普查的數據，埃爾姆代爾的面積為0.43平方千米，當中陸地面積為0.43平方千米，而水域面積為0.00平方千米。當地共有人口40人，而人口密度為每平方千米93.02人。